# Заверуха, Антонина Ивановна
Антонина Ивановна Заверуха (1922 год, Тростянец, Подольская губерния, УССР — 2005 год, Тростянец, Тывровский район, Винницкая область, Украина) — колхозница, председатель колхозов, Герой Социалистического Труда (1948).

## Биография
Родилась 15 апреля 1922 года в крестьянской семье в селе Тростянец, Подольской губернии (сегодня — Тывровский район Винницкой области). В 30-е годы XX столетия году вступила в колхоз «Красный луч» Вороновицкого района Винницкой области. Первоначально работала рядовой колхозницей, после Великой Отечественной войны была назначена звеньевой полеводческого звена.
В 1947 году полеводческое звено под руководством Антонины Заверухи собрало по 30,3 центнера пшеницы с каждого гектара с участка площадью 8 гектаров. За этот доблестный труд она была удостоена в 1948 году звания Героя Социалистического Труда.
В последующие годы работала председателем колхозов в сёлах Жабелевцы, Александровка и Алёновка. После возвращения в родное село в разное время работала звеньевой и агрономом в колхозе «Красный луч».
Скончалась в 5 декабря 2006 года и была похоронена на сельском кладбище села Тростянец.

## Награды
- Герой Социалистического Труда — указом Президиума Верховного Совета СССР от 16 февраля 1948 года;
- Орден Ленина (1948).